# Eleotris oxycephala
Eleotris oxycephala is een straalvinnige vissensoort uit de familie van slaapgrondels (Eleotridae). De wetenschappelijke naam van de soort is voor het eerst geldig gepubliceerd in 1845 door Temminck & Schlegel.